# Ислам во внешней политике СССР
Исла́м во вне́шней поли́тике СССР играл разную роль в различные периоды. Мусульманские страны рассматривались в СССР как территории, которые могут перейти к социализму. Кроме того, поддержка национально-освободительного движения в мусульманских странах должна была ослабить противников СССР — Англию (до Второй мировой войны) и США (после Второй мировой войны). Поэтому в 1920-е годы СССР использовал своих мусульманских лидеров для установления контактов с мусульманскими странами (Египтом, Хиджазом и другими).
В послевоенный период на фоне деколонизации исламский фактор использовался для привлечения в сферу влияния СССР освободившихся мусульманских стран. В 1960-е — 1980-е годы в СССР часто ездили мусульманские духовные лидеры из арабских стран, которым советские власти показывали, что в Советском Союзе есть свобода исповедания для ислама, а советские мусульманские республики процветают.
Кроме того, в конце 1940-х — 1980-е годы советские мусульманские духовные лидеры (как и главы иных конфессий) должны были участвовать в «борьбе за мир»: подписывать разные декларации за разоружение и с осуждением агрессии капиталистических стран. Эта борьба финансировалась за счет фактически принудительных взносов советских духовных управлений мусульман и представителей зарегистрированного мусульманского духовенства в Фонд мира.
Для работы с единоверцами за рубежом был в ходе конференции мусульман СССР в Ташкенте в 1962 году учрежден Отдел по международным связям, который номинально был создан (и финансировался) всеми четырьмя советскими Духовными управлениями мусульман, но фактически подчинялся Совету по делам религиозных культов. Советские мусульманские духовные лица (как и духовные лица иных конфессий) выезжали за границу, где рассказывали единоверцам о том, что в СССР мусульманские народы процветают и могут свободно отправлять обряды.
Участие советских мусульманских лидеров во внешней политике (несмотря на высокие затраты духовных управлений) в 1960-е — 1970-е годы имело для советской мусульманской общины положительные последствия. Во-первых, советская власть была вынуждена разрешать ремонтировать те мусульманские объекты (в частности, мечети), которые приходилось показывать иностранцам-мусульманам. Во-вторых, совместное участие советских мусульман и лидеров иных конфессий в различных конференциях приводило к межконфессиональному диалогу и к терпимости между служителями разных религий. В-третьих, советской власти пришлось разрешить мусульманских духовным управлениям издавать Коран, а также (с рядом ограничений) организовывать хадж.

## Ислам в советской внешней политике 1920-х — 1930-х годов
Советская власть в 1920-е — начале 1930-х годов активно привлекала мусульманских религиозных авторитетов для ведения своей внешней политики. При это власти СССР исходили из того, что необходимо разжигать мировую революцию в мусульманских странах Востока. Лидеры советских мусульман очень подходили для налаживания контактов с мусульманской оппозицией восточных государств и зависимых территорий. В июне 1922 года в составе Секретно-оперативного управления ГПУ был создан Восточный отдел. Особое место во внешнеполитических планах уделялось Мекке. В 1924 году Народный комиссар иностранных дел Георгий Чичерин писал: «Проникнуть в Мекку для нас вопрос первостепенной важности». При этом Мекка рассматривалась советской властью как центр аниколониальных заговоров, где собирались раз в год мусульманские элиты со всего мира. В 1924 году в Джидде было открыто советское консульство и к консулу Хакимову стали обращаться за защитой паломники из Кашгарии, ссылаясь на дореволюционную практику
В 1926 году делегация советских мусульман приняла участие в работе суннитского Всемирного мусульманского конгресса в Мекке, причём председатель советского Центрального управления мусульман Ризаитдин Фахретдинов был избран вице-председателем конгресса.

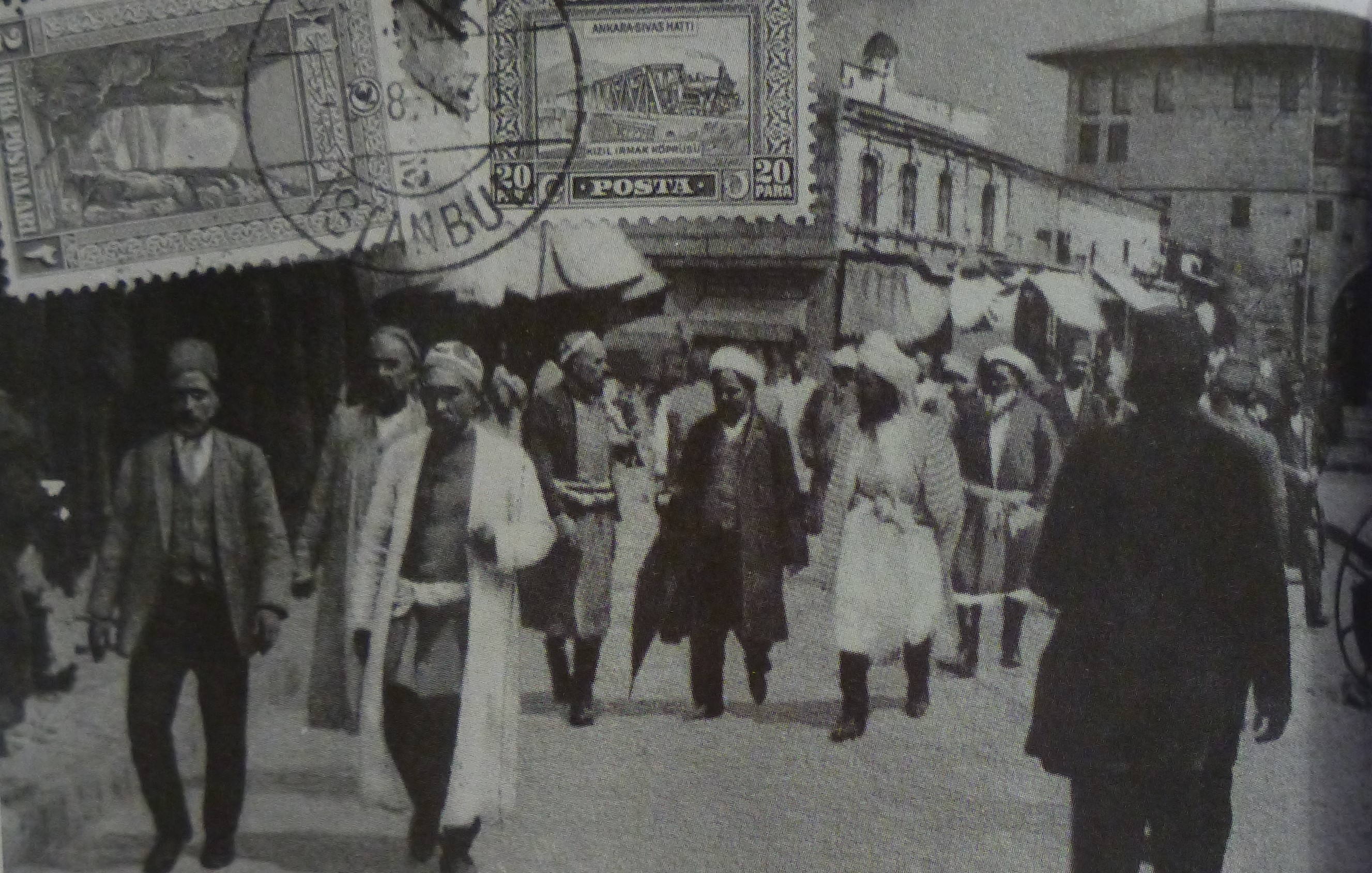
Советские паломники из Средней Азии в Эминёню, турецкая открытка 1930 года

Власти СССР в конце 1920-х годов попытались использовать иностранный хадж для приобретения влияния на мусульманском Востоке. До Первой мировой войны через территорию Российской империи ежегодно следовали в хадж паломники из Афганистана и Индии. В 1925 году Хакимов предложил Чичерину упростить получения визы и взять под защиту паломников из Китая, Персии и Афганистана, разрешив им следовать в Мекку через советскую территорию и на советских пароходах. В 1926 году персидские мусульмане обратились в Народный комиссариат иностранных дел СССР, прося разрешить им доступ на дореволюционные маршруты хаджа. Аналогичные просьбы поступали в советские консульства в Синьцзяне — китайские мусульмане хотели ехать в хадж через СССР, а не через Индию: советский маршрут давал возможность посетить Константинополь, а также избежать тропической индийской жары (хадж в конце 1920-х годов приходился на лето).
В феврале 1926 года Чичерин подал в Политбюро проект, в котором предложил поддержать транспортировку иностранных паломников, а также посылать в хадж избранных советских мусульман как политических агентов. В 1926 году Народный комиссариат иностранных дел СССР уполномочил своих консулов в Персии, Джидде, Константинополе, Синьцзяне и Афганистане выдавать паспорта иностранным паломникам. Совторгфлот сообщил своим конторам на местах (в Уфе, Астрахани, Батуми, Тбилиси и других городах), что восстанавливается проект царских пароходных компаний по привлечению иностранных паломников на российские маршруты хаджа. При этом Совторгфлоту было запрещено продавать билеты в хадж советским гражданам.
Советские представители массово выдавали транзитные паспорта паломникам в Персии, Афганистане и Синьцзяне, которых перевозили из Одессы (дореволюционного транзитного центра хаджа) на советских пароходах, советский консул в Джидде предлагал поддержку паломникам. По сути советская власть восстановила дореволюционную инфраструктуру хаджа. Цены для иностранцев включали стоимость заграничного паспорта, проезда, пятидневного проживания в одесском хаджи-ханэ и карантинные пошлины. В 1926 году в Одессе Совторгфлот приобрел здание (Приморский бульвар, 65), которое перестроил в хаджи-ханэ. Были набраны гиды для хаджа из числа жителей мусульманских стран. Инфраструктура создавалась также в Хиджазе, где в 1928 году советский консул Н. Т. Тюрякулов организовал советскую станцию медицинской помощи паломникам.
Кампания по иностранному хаджу началась в СССР в 1926 году, когда в Советский Союз стали пускать иностранных паломников-мусульман, при этом служащие Совторгфлота говорили о возрождении инфраструктуры царской эпохи. Транзит паломников-иностранцев был не новым — через территорию Царской России ежегодно в хадж ездили не менее 30 тысяч паломников-иностранцев (в том числе из Афганистана и Индии), которые приносили в казну миллионы рублей. Тем не менее, восстановить этот транзит до дореволюционного уровня не удалось — в 1927 году Совторгфлот перевез из Одессы в Джидду только 1200 паломников (в основном из Синьцзяна). Данная кампания встретила противодействие со стороны властей Синьцзяна (китайский губернатор Ян Цзэнсинь опасался, что знакомство с советскими реалиями приведет к крушению порядка в Синьцзяне, а также не хотел, чтобы мусульмане познакомились с республиканской Турцией), Персии, а также Великобритании (в частности, была введена 50 % скидка на билеты на британские суда, следовавшие в хадж). В апреле 1928 года Совнарком СССР выпустил нормативный акт, который регламентировал перевозку паломников-мусульман из советских портов в Хиджаз и обратно:
- Совторгфлоту выделялась субсидия в размере 330 тысяч рублей на покрытие убыток от перевозок паломников-мусульман;
- Вся валютная выручка от перевозки паломников перечислялась в советскую казну;
- Совторгфлот перевозил паломников на своих судах, на зафрахтованных иностранных судах, а также на кораблях стран, которые заключили соглашение с советским правительством.

В 1928 году был определен Совторгфлотом маршрут для паломников Одесса — Джидда, который предусматривал, что паломники должны были достичь Джидды за 10 дней, могли везти с собой деньги и ценности в неограниченном количестве, а также могли вывезти из Хиджаза следующие предметы (на одного человека):
- 25 сосудов святой воды;
- 13,6 кг фиников;
- 200 нитей четок;
- 2 пояса;
- 2 тюрбана;
- 2 коврика.

Паломники имели право бесплатно останавливаться в Одессе в хаджи-ханэ.
Транзитная кампания сопровождалось массовой рекламой с советской стороны — в газетах Персии и Китая, а также разослал тысячи листовок своим иностранным агентам. В 1928—1929 годах тысячи иностранных паломников отправились через СССР в хадж. Финансовый итог 1928 года был столь хорошим, что Совнарком выделил Совторгфлоту новую субсидию на перевозку паломников на 1929 год.
Однако кампания по хаджу оказалась очень короткой. В 1929 году Главлит запретил печатать плакаты Совторгфлота. В 1930 году советская кампания хаджа прекратилась.
В конце 1930-х годов был принят ряд мер по пресечению контактов между советскими и зарубежными мусульманами. Мусульманские республики СССР граничили с государствами, где было много мусульман — Ираном и Афганистаном. При этом мусульмане жили по обе стороны границы и поддерживали между собой контакты. Конец этому положило решение Политбюро ЦК ВКП(б) от 14 июля 1937 года «О погранполосе в восточных республиках», установившее
- Создание пограничной полосы в целях усиления охраны государственной границы с Ираном и Афганистаном;
- Из пограничной полосы выселялся «весь враждебный элемент»;
- Во всех районах пограничной полосы проводилась паспортизация населения с перерегистрацией ранее выданных паспортов. Причём на паспорте должна была обязательно быть фотография его владельца. Причём для жителей прилегающих к границе сельских советов полагалось в паспортах иметь особые штампы пограничной охраны;
- Народному комиссариату иностранных дел предписывалось денонсировать конвенцию с Ираном об упрощённых переходах границы жителями приграничных местностей.

## Ислам во внешней политике СССР 1950-х — 1980-х годов: привлечение мусульманских лидеров к «борьбе за мир»
С 1940-х годов мусульманских духовных лидеров (как и глав других зарегистрированных в СССР конфессий) власти стали привлекать к «борьбе за мир». Это привлечение выражалось в следующих формах:
- Организация подписания среди верующих разного рода деклараций, в которых осуждалась агрессия (только противников СССР);
- Радиообращения за рубеж;
- Склонение иностранных духовных лидеров к принятию деклараций, осуждающих иностранную агрессию (кроме агрессии со стороны союзников СССР);
- Внесение в добровольно-принудительном порядке средств в Фонд мира (эти сборы одновременно подрывали материальную базу мусульманских организаций);
- Пропаганда во время хаджа со стороны советских паломников;
- Конференции сторонников мира;
- Приём иностранных мусульманских делегаций.

В 1947 году по согласованию с К. Е. Ворошиловым духовные управления мусульман были привлечены к радиовыступлениям на Ирак, Иран и Индию с осуждением войны Нидерландов за сохранение их колонии — Индонезии. Однако радиообращение председателя САДУМ И. Бабаханова не привлекло внимания зарубежных СМИ. Однако такая практика была продолжена. В 1951 году Совет по делам религиозных культов организовал радиовыступления к единоверцам Востока по вопросам борьбы за мир Али-Заде, председателя Духовного управления мусульман Закавказья, вновь И. Бабаханова, а также муллы московской мечети Х. Ф. Насрутдинова.
В феврале 1952 года председатели обоих Советов (по делам Русской православной церкви и по делам религиозных культов) Г. И. Карпов и И. В. Полянский обратились в ЦК ВКП(б) с просьбой разрешить разработку мероприятий по созыву конференции всех религиозных объединений Советского Союза по вопросам защиты мира. Согласие было дано быстро. С 9 по 12 мая 1952 года в Загорске состоялась Первая межконфессиональная конференция религиозных объединений СССР. В ней, от 27 религиозных объединений СССР, приняли участие 74 делегата, в том числе 14 делегатов представляли все четыре духовных управления мусульман. Конференция приняла обращения к религиозным объединениям и верующим всего мира, к И. В. Сталину, и ко Всемирному совету мира.
После смерти Сталина практика привлечения духовенства зарегистрированных религиозных организаций к «борьбе за мир» была продолжена. В совершенно секретной записке Председателя Совета по делам религиозных культов А. А. Пузина в Совет министров СССР от 6 мая 1963 года сообщалось, что «внешняя деятельность религиозных организаций… является единственной областью, где духовенство может принести пользу Советскому государству».
Среди 1130 делегатов II Всесоюзной конференции сторонников мира были 15 представителей конфессий СССР, в том числе И. Бабаханов, который стал членом Советского комитета защиты мира. В список делегатов III Всесоюзной конференции сторонников мира добавили муфтия Ш. Хиялетдинова из Духовного управления мусульман Европейской части СССР и Сибири.
В июле 1965 года председатель САДУМ З. Бабаханов участвовал во Всемирном конгрессе за мир и ликвидацию колониализма (Хельсинки). 1-3 октября 1986 года в Баку Духовное управление мусульман Закавказья провело конференцию «Мусульмане в борьбе за мир», в которой приняли участие 600 делегатов из 60 стран мира.
Конференции по борьбе за мир дорого обходились духовным управлениям мусульман. Так, в 1970 году Духовное управление мусульман Европейской части СССР и Сибири потратило на одну конференцию в Ташкенте (с посещением Уфы и Октябрьского иностранными гостями) 115 тыс. рублей.
Тяжким бременем для мусульманских организаций СССР (как и для других зарегистрированных конфессий) были взносы в Фонд мира. Эти выплаты формально были добровольные, но фактически принудительные. С мая 1958 года по август 1959 года Фонд мира получил от советских религиозных организаций и духовных лидеров 3 млн 244 тыс. руб, из которых часть сдали мусульмане:
- САДУМ — 200 тыс. рублей;
- Духовное управление мусульман Европейской части СССР и Сибири — 50 тыс. рублей;
- Мусульмане Казани — 5 тыс. рублей;
- Мусульмане Астрахани — 3 тыс. рублей.

Для борьбы за мир использовался также хадж. Указания советских органов предписывали паломникам во время бесед с зарубежными единоверцами обличать западные военные блоки (НАТО, СЕАТО и СЕНТО), выступать за запрет испытаний ядерного и водородного оружия, а также требовать всеобщего и полного разоружения.

## Отдел международных связей мусульманских организаций СССР
В послевоенном СССР действовали четыре формально независимые друг от друга духовные управления мусульман. Однако во внешнеполитической деятельности они проводили единый курс. О привлечении мусульманского духовенства к «борьбе за мир» советские власти задумались уже в 1950-х годах. В феврале 1958 года новый Председатель Совета по делам религиозных культов А. А. Пузин представил секретарю ЦК КПСС Н. А. Мухитдинову письмо «Об использовании мусульманских и других религиозных организаций СССР в целях усиления советского влияния в странах Востока», в котором просил разрешить создание в составе Совета специального Отдела международных связей. Это предложение реализовано не было. Однако в 1961 году в составе САДУМ появился Отдел международных связей (другие названия — «иностранный отдел», «отдел связи с зарубежными странами духовного управления»). В сентябре 1962 года руководители всех четырёх духовных управлений мусульман обратились к Председателю Совета по делам религиозных культов А. А. Пузину с предложением о создании общего для всех духовных управлений Отдела по международным связям, который в итоге был учреждён в ходе конференции мусульман СССР в Ташкенте (30 — 31 октября 1962 года). Председателем Отдела международных связей стал глава САДУМ Бабаханов, председатели остальных ДУМ стали его заместителями. 16 мая 1963 года Совет по делам религиозных культов утвердил «Положение об Отделе международных
связей мусульманских организаций СССР». Фактическим руководителем Отдела стал член Совета по делам религиозных культов Б. С. Ржанов. При этом партийно-государственный аппарат приложил немало усилий по сокрытию своей инициативы в создании Отдела международных связей. При этом в секретных письмах А. А. Пузин указывал, что Отдел был создан Постановлением ЦК КПСС от 30 июля 1962 года и Постановлением Совета министров СССР № 3430-рс от 20 декабря 1962 года. Отдел был размещён в Москве на современной улице Остоженке, дом 49, строение 1. В настоящее время там находится Международная исламская миссия — правопреемник Отдела. В 1964 году в Отделе были заполнены две должности (обе с окладами в 100 рублей) — бухгалтера-кассира и референта.
Тот факт, что Отдел фактически был частью советского аппарата, а не мусульманских организаций, следует из совершенно секретного письма А. А. Пузина от 6 мая 1963 года, в котором сообщалась следующая информация:

В настоящее время ведётся комплектование рабочего аппарата этого Отдела, в состав которого должны входить квалифицированные работники — члены КПСС. Фактически эти люди будут являться работниками Совета и других государственных органов, но числиться и получать зарплату в Отделе международных связей мусульманских организаций СССР
Содержание Отдела осуществлялось за счёт мусульманского духовенства и духовных управлений мусульман. Деньги перечислялись на текущий счёт № 70107 Отдела в Дзержинском отделении Госбанка СССР (Москва). Духовное управление мусульман Закавказья в 1962 году перечислило Отделу 1500 руб., а в 1963 году — 3500 руб.. Взносы от местных мусульманских организаций были сопоставимы по размеру со взносами в Духовные управления. В 1963 году мусульмане Астраханской области перечислили 1600 руб., в 1964 году — 2100 руб., при этом в Духовное управление мусульман Европейской части СССР и Казахстана ими было перечислено только 1535 руб. в 1962 году и 1935 руб. в 1963 году. В октябре 1963 года мусульмане Ижевска и Казани перечислили в Отдел 1000 руб. и 12 000 руб. соответственно. Отдел составлял заметную долю в расходах мечетей. Например, в 1966 году 18 зарегистрированных мечетей Таджикской ССР при доходе в 152295 руб. заплатили в Отдел 7881 руб..

## Контакты с единоверцами за рубежом
САДУМ вёл активную переписку с единоверцами за рубежом. В 1965 году переписка велась с 23 странами Азии и Африки, а также с единоверцами в Финляндии.
В 1960-е — 1980-е годы лидеры советских мусульман регулярно выезжали за границу, с согласия советских властей. С 1963 по 1984 годы представители советских духовных управлений мусульман совершили 123 поездки в 51 страну.
Периодически зарубежные делегации мусульман посещали СССР. Их приёмом занимались Духовные управления мусульман, ведя среди них просоветскую пропаганду. Например, с 8 по 18 мая 1966 года делегация мусульман из Финляндии посетила Ленинград, Москву, Казань, Уфу, Ташкент, Самарканд и Душанбе. Финских гостей тогда контролировали сотрудники Совета по делам религий. Тогда финские мусульмане посетили ряд религиозных и светских объектов и просмотрели фильмы и спектакли о жизни советских мусульман.
Духовное управление мусульман Европейской части СССР и Сибири за один 1973 год в Уфе приняло четыре иностранные мусульманские делегации.
Известных иностранцев-единоверцев в СССР проводили в мечети, организовывали встречи с советскими мусульманскими лидерами. После этого, иностранцы-мусульмане делали заявления, что в СССР можно свободно исповедовать ислам. Иногда известных мусульман советские власти приглашали. Так, в 1978 году в СССР с визитом по приглашению советской стороны побывал боксёр Мохаммед Али, который встретился с руководством САДУМ и молился в мечетях Ташкента и Самарканда.

## Поддержка просоветских арабских режимов
В 1956 году произошёл конфликт между Великобританией и Францией с одной стороны и Египтом с другой стороны. СССР поддерживал Египет. По указанию властей в конфликт были вовлечены руководители советских мусульман и верующие. Духовные управления советских мусульман собрали значительные суммы денег для поддержки единоверцев в Египте, кроме того были составлены списки «добровольцев», желающих отправиться воевать на стороне египтян. В мечетях Духовного управления мусульман Европейской части СССР и Сибири имамы оглашали обращения с призывами к верующим заставить агрессоров уйти из Египта. Представитель Духовного управления мусульман Европейской части СССР и Сибири Ш. Ш. Хиялетдинов перечислил в Госбанк СССР 100 тысяч рублей в Фонд помощи Египту.
Антиизраильская тематика занимала значительное место в ориентированных на иностранцев акциях советских мусульманских авторитетов. В 1967 году муфтий САДУМ Зияуддин Бабаханов по ташкентскому радио осудил агрессию Израиля в ходе «Шестидневной войны». В то время мусульмане СССР проводили митинги солидарности с арабскими единоверцами. В 1969 году Бабаханов сообщил, что мусульмане САДУМ собрали в поддержку арабских стран почти 250 тыс. рублей.
Антиизраильские резолюции принимались советскими мусульманскими лидерами в некоторых случаях совместно с представителями других конфессий СССР. В сентябре 1980 года в Ташкенте прошла конференция «XV век Хиджры должен стать веком мира и дружбы между народами!», в которой приняли участие как мусульманские авторитеты (в том числе из других стран), так и представители немусульманских конфессий СССР — лютеран, православных, католиков, буддистов. Делегаты конференции приняли «Заявление по Иерусалиму», «Заявление о солидарности с палестинским и ливанскими народами» и «Обращение ко всем мусульманам Земли», в которых была чёткая антиизраильская позиция.

## Советские мусульманские лидеры и война в Афганистане
С началом войны в Афганистане возникла проблема советских пленных, захваченных моджахедами. Глава Духовного управления мусульман Закавказья Аллахшукюр Паша-заде неоднократно выезжал в зону конфликта, где вёл переговоры с лидерами моджахедов об освобождении советских военнопленных.